# Округ Хидалго (Тексас)
Округ Хидалго (енгл. Hidalgo County) је округ у америчкој савезној држави Тексас. По попису из 2010. године број становника је 774.769.

## Демографија
Према попису становништва из 2010. у округу је живело 774.769 становника, што је 205.306 (36,1%) становника више него 2000. године.
| Група             | 2000.           | 2010.           |
| Белци             | 59.423 (10,4%)  | 60.553 (7,8%)   |
| Афроамериканци    | 2.807 (0,5%)    | 4.569 (0,6%)    |
| Азијати           | 3.375 (0,6%)    | 7.478 (1,0%)    |
| Хиспаноамериканци | 503.100 (88,3%) | 702.206 (90,6%) |
| Укупно            | 569.463         | 774.769         |